# Melaphe wohlberedti
Melaphe wohlberedti är en mångfotingart som beskrevs av Karl Wilhelm Verhoeff 1940. Melaphe wohlberedti ingår i släktet Melaphe och familjen Xystodesmidae. Inga underarter finns listade i Catalogue of Life.